# Yvonne Dold-Samplonius

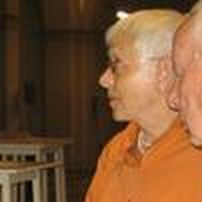
Yvonne Dold-Samplonius

Yvonne Dold-Samplonius (Haarlem, 20 mei 1937 – Heidelberg, 16 juni 2014) was een Nederlands wiskundige en historicus die gespecialiseerd was in de geschiedenis van islamitische algebra gedurende de middeleeuwen. Ze was in het bijzonder geïnteresseerd in de rekenkundige methoden die door islamitische architecten en bouwmeesters werden gebruikt in het ontwerp en de bouw van religieuze gebouwen, zoals moskeeën.

## Biografie
De in Haarlem geboren Yvonne Samplonius voltooide in 1966 haar doctoraalexamen in de wiskunde en de klassieke Arabische talen aan de Universiteit van Amsterdam. Het jaar daarvoor, in 1965, was ze getrouwd met de Duitse wiskundige Albert Dold. Van 1966 tot 1967 studeerde ze aan de Harvard-universiteit onder supervisie van hoogleraar John Murdoch, een expert op het gebied van de klassieke Griekse en Latijnse wetenschap. Ze promoveerde in 1977 voor de analyse van het werk Kitāb al-mafrādāt li Aqāţun (Book of Assumptions of Aqātun) onder begeleiding van de hoogleraren Evert Marie Bruins en John Varmet.
Dold-Samplonius kwam in contact met het werk van de Perzische wiskundige, natuurkundige en astronoom Abū Sahl al-Qūhī, die in de 10e eeuw werkzaam was in Bagdad en zich bezighield met geometrische vormen van bouwwerken. Door zijn werk raakte ze geïnteresseerd in de geometrische berekeningen die de bouw mogelijk maakte van de vele koepels en gewelven van islamitische paleizen en moskeeën. Later was ze hoogleraar aan de Ruprecht-Karls-universiteit van Heidelberg. Hoewel ze af en toe college gaf ging het grootste deel van haar tijd op aan het doen van onderzoek.
Over de geschiedenis van de wiskunde en Arabische architecten publiceerde ze meer dan 40 artikelen en boeken. Ze schreef onder andere artikelen over de islamitische wiskundigen Jamshīd al-Kāshī en Abu-Abdullah Muhammad ibn Īsa Māhānī in het woordenboek van de Middeleeuwen en de Dictionary of Scientific Biography. Ook maakte ze twee video’s, Qubba for al-kashi over gewelven en koepels terwijl de andere Magic of Muqarnas over de constructie van muqarnas.